# Sénat de l'Alabama
Chambre de l'État d'Alabama, Montgomery
Le Sénat de l'Alabama (en anglais : Alabama State Senate) est la chambre haute de la législature de l'État américain de l'Alabama.

## Composition
Il se compose de 35 sénateurs représentant chacun un district d'environ 125 000 habitants. Comme pour les membres de la Chambre des représentants, les sénateurs sont élus pour un mandat de quatre ans et sont rééligibles sans limitation.
En vertu de l'article 47 de la Constitution, les sénateurs doivent être âgés d'au moins 25 ans au moment de leur élection, être citoyens et résidents de l'État de l'Alabama depuis au moins trois ans et résider dans leur district depuis au moins un an.

## Siège
La législature de l'Alabama siège dans la Maison de l'État d'Alabama (Alabama State House) situé à Montgomery.

## Présidence
Le lieutenant-gouverneur de l'État préside de droit le Sénat, mais il ne peut voter qu'en cas d'égalité des suffrages. Cette fonction est exercée par le républicain Will Ainsworth depuis 2019.
Un président pro tempore est élu et dirige réellement le Sénat, il s'agit de Del Marsh depuis 2010.